# ميا مارتينا
إسمها الحقيقي مارتينا جونسون (بالإنجليزية: Martine Johnson)‏ وإسمها الفني ميا ماريتينا (بالإنجليزية: Mia Martina)‏ وهي مغنية كندية ولدت في 14 يناير 1986 في بلدة سانت إغناس في نيو برونزويك في كندا شاركها مساري في أغنية Latin Moon وأصولها فرنسية كندية.

## روابط خارجية
- ميا مارتينا على موقع IMDb (الإنجليزية)
- ميا مارتينا على موقع ميوزك برينز (الإنجليزية)
- ميا مارتينا على موقع أول ميوزيك (الإنجليزية)
- ميا مارتينا على موقع ديسكوغز (الإنجليزية)